# کازوکی سومیا
کازوکی سومیا (انگلیسی: Kazuki Someya؛ زادهٔ ۱۳ اکتبر ۱۹۸۶) بازیکن فوتبال اهل ژاپن است.